# La isla bajo el mar
La isla bajo el mar es una novela de la escritora chilena Isabel Allende, publicada en el año 2009, que cuenta la historia de una esclava llamada Zarité en el Haití del siglo XVIII. Acerca de su protagonista, Allende ha declarado: «De todos los personajes que he creado, el de Zarité es para mí el que más tengo la sensación de que existió».

## Historia

### Primera parte
Transcurre en Saint-Domingue entre los años 1770-1793 y comienza relatando la llegada a la isla de un colono francés, Toulouse Valmorain, que viene a hacerse cargo de la plantación de su familia tras la muerte de su padre. Allí conoce a una joven prostituta, la bella Violette Boiser, con la que inicia una relación, aunque esta pronto da paso a la amistad. Violette se ha enamorado del capitán Étienne Relais y ha prometido dejar la prostitución y casarse con él en cuanto tengan suficiente dinero para irse a Francia; en cuanto a Valmorain, se ha prometido en Cuba con una muchacha española llamada Eugenia García del Solar, quien proviene de una familia empobrecida pero de antiguo linaje. Para preparar la casa para la llegada de su nueva esposa, Valmorain, cuya plantación está lejos de ser adecuada para un hombre de su fortuna, contrata a Violette para que le ayude con la decoración y el personal. Ella consigue a una niña, Zarité, para que sea la doncella y esclava personal de Eugenia. La pequeña desea más que nada en el mundo la libertad y en una ocasión trata de escaparse, pero es atrapada y devuelta a la casa.
Un tiempo más tarde, los Valmorain viajan a la ciudad de Le Cap para asistir al suplicio de ciertos esclavos rebeldes, planeado para servir como escarmiento a los demás. Es entonces cuando Valmorain relata a su esposa la leyenda del esclavo manco Macandal, considerado un héroe por los otros esclavos. Eugenia queda horrorizada por la historia y por las molestias del viaje, sufriendo el primero de una serie de abortos que merman su salud hasta el punto de enloquecer. Su hermano, Sancho García del Solar, termina confesando que muchos de sus parientes sufrían de problemas de salud mental. No es hasta años después que da a luz a un niño vivo, aunque débil, con la ayuda del doctor Parmentier y de Tante Rose, la curandera de la plantación.
En los años siguientes, Zarité será la encargada de cuidar al pequeño, llamado Maurice, y entre ellos se establece una auténtica relación madre-hijo. Pese a que es la única capaz de ayudar a Eugenia a sobrellevar su vida y su enfermedad, Valmorain abusa de ella, dejándola embarazada de un niño que le es arrebatado. Valmorain lo entrega a Violette y Relais, que se han casado y, tras criarlo durante unos años como hijo suyo, lo adoptan bajo el nombre de Jean Martin Relais.
Por esa época llega a la plantación un joven esclavo llamado Gambo. Él y Zarité se enamoran y empiezan una relación, pero el muchacho tiene ansias de libertad y huye para unirse a los rebeldes de las montañas. Ella no puede acompañarle porque de nuevo está embarazada: la noche que Gambo escapa Zarité da a luz a Rosette, una niña hija de Valmorain. Esta vez sí le es permitido quedarse con ella y, pese a la oposición de Valmorain, Maurice queda prendado de Rosette y se vuelven inseparables, en especial tras la muerte de Eugenia.
Poco después de que Gambo se una a los esclavos rebeldes, estos inician una revolución liderada por Toussaint Louverture. En el transcurso de la revuelta, Gambo aparece una noche para avisar a su amada de que van a incendiar la plantación. Zarité se niega a abandonar a los niños, así que alerta a Valmorain a cambio de que una carta de libertad para ella y su hija. Debido a su amor por Maurice, una vez a salvo Zarité se despide de Gambo y continúa como esclava de Valmorain.
Valmorain, se instala en Le Cap, donde Zarité comienza a ser instruida en el manejo de la casa como ama de llaves por Zacharie, un hombre que, pese a ser esclavo, es respetado por su elegancia y su función de mayordomo de la intendencia. Cuando Zarité descubre una conspiración contra el gobierno republicano de Saint-Domingue, avisa a Zacharie. Él alerta al comisionado y le convence de que la única manera de obtener la victoria en el inminente ataque es pidiendo ayuda a los esclavos rebeldes, que se pondrán de su lado si a cambio les dan la libertad.
En Saint Domingue se desata una guerra civil y Valmorain decide marcharse a Nueva Orleans con su hijo y su cuñado Sancho García del Solar, llevándose con él a Zarité y Rosette, a las que sigue considerando sus esclavas pese a haber firmado su libertad.

### Segunda parte
Tiene lugar en Luisiana entre 1794 y 1810. Allí, Valmorain pone en marcha una nueva plantación, pero esta vez se propone que en ella los esclavos puedan llevar una existencia humana, al menos en comparación con las difíciles vidas de los esclavos en su antigua hacienda. Este proyecto es, considerado insuficiente por su hijo Maurice, que a medida que va creciendo empieza a insistir en la necesidad de abolir la esclavitud.
Un año después de la inauguración de la nueva plantación, Valmorain contrae matrimonio con Hortense Guizot, una mujer autoritaria, avara y mezquina que hace todo lo posible por librarse de Maurice, Rosette y Zarité. Primero intenta vender a Rosette, pero Valmorain la manda a un colegio de monjas ursulinas; luego azota a Zarité con la fusta. Para defenderla, Maurice golpea a Hortense y por eso es enviado a un internado de Boston. Allí el joven se vuelve abolicionista y empieza a luchar por la emancipación de los esclavos.
Cuando Rosette está a punto de terminar la escuela, Zarité, ayudada por un sacerdote llamado Pere Antoine, consigue que Valmorain haga efectiva su carta de libertad. Es entonces cuando Zarité se reencuentra con Violette Boisier, que ahora es viuda y amante de Sancho García del Solar, y empieza a trabajar para ella en su tienda de artículos de belleza, pero ahora como una mujer libre. Por esa época vuelve a ver también a Zacharie y ambos se enamoran, ya siendo personas libres.
Por la época en que se declara la independencia de Saint-Domingue bajo el nombre de República Negra de Haití, Rosette sale de la escuela y Violette propone ensayar con ella la práctica del plaçage: buscar un hombre blanco para que se convierta en su amante y la mantenga. A Zarité no le gusta la idea, pero acepta porque su hija no tiene otra salida. Así pues, se proyecta el baile del Cordon Bleu para que Rosette y otras muchachas sean placées. Mientras se está organizando, Zarité y Violette empiezan a volverse verdaderas amigas, sobre todo cuando descubren que Jean Martin es el hijo biológico de la primera de ellas.
Cuando finalmente tiene lugar el baile, las cosas no van según lo proyectado por Violette. Rosette se encuentra con Maurice, con el que había mantenido una efusiva correspondencia, y el joven comunica a su padre su decisión de casarse con ella. Valmorain se enfurece y afirma que su hijo no puede casarse con una mulata que además es su medio hermana, pero Maurice se niega a escucharle, considerando que su confesión no cambia el amor que siente por Rosette. Ayudados por Zarité y Zacharie, Maurice y Rosette se casan en el mar y días después de la boda Maurice se marcha a Boston para seguir luchando contra la esclavitud.
Mientras tanto, en Nueva Orleans Zacharie y Zarité habían sido padres de una niña, ella había recibido la noticia de la muerte de Gambo y Toulouse Valmorain había caído enfermo. También Rosette está embarazada, pero un incidente racial protagonizado por Hortense termina en una pelea. Esta le quita una joya que le había dado Maurice y la abofetea, lo que provoca que la joven le devuelva el golpe y sea encarcelada por golpear a una mujer blanca. Zarité acude a Valmorain y este, sabedor de que es el único modo de reconciliarse con su hijo, logra que liberen a Rosette, siendo ya muy tarde. Valmorain pide a Zarité que cuide de él, porque tiene miedo de Hortense, pero Zarité no lo puede aceptar. Hortense sabe que cuando su marido muriera, Maurice no va cuidaría de ella y de sus muchas hijas.
La estancia en la cárcel ha provocado que Rosette enferme y está tan débil que muere al dar a luz a su niño, Justin. Al recibir la noticia Maurice regresa rápidamente a Nueva Orleans, pero en seguida, intentando escapar de su dolor, vuelve a marcharse. Destrozado por la muerte de su esposa encarga a Zarité que cuide de Justin, quien aunque está muy dolida a causa de la pérdida de su hija, logra superarlo y alcanzar la felicidad al lado de Zacharie, con quien planea fundar una amplia familia y disfrutar de su libertad.